# جامع ويجو
جامع ويجو (بالصينية:韦州清真大寺)هو مسجد في مقاطعة تونغشين، التابعة لمدينة وتشونغ في منطقة نينغشيا ذاتية الحكم لقومية هوي الصينية ويبعد 95 كم شمال شرق عن تونغشين و 180 كم جنوب عاصمة المقاطعة ينشوان وتعتبر هذه المنطقة مليئة بالعديد من المسلمين الذين يقارب عددهم 20 مليون . أدت خطط لهدم المسجد إلى احتجاجات نادرة على الساحة الصينية وكانت واسعة النطاق في أواخر 2018م وأوائل 2019 م.

## التاريخ

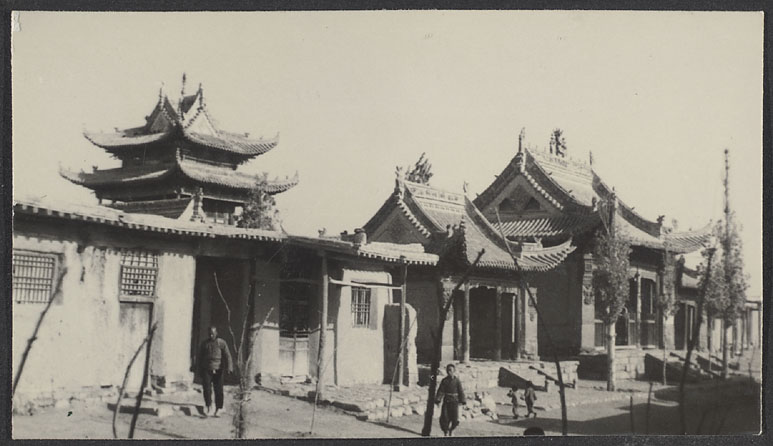
مدخل ومئذنة جامع ويجو القديم في ثلاثينيات القرن العشرين

تم بناء مسجد ويجو القديم فيعهد أسرة مينغ بأسلوب فخم صيني تقليدي. وقد أشار لهذا المسجد التبشيري الأسقفي الأمريكي تشارلز بيكينز، الذي سافر إلى غرب الصين بين عامي 1920-1930 ووثق العديد من الأماكن والناس، فقال «أن المسجد من أجمل الأماكن في الصين».  دُمر المسجد خلال الثورة الثقافية في ستينيات القرن العشرين.   
وضعت خطط لإعادة الإعمار وبدأت في عام 2015م، مع خطط وافقت عليها السلطات المحلية.بعد ذلك غير المسؤولون الصينيون رأيهم وقالوا أن المسجد تم توسيعه إلى مساحات أكبر من المخطط المعتمد، وتم البناء بأسلوب العمارة العربية لا الصينية. وعوتب المسؤولون المحليون في وتشونغ من قبل لجنة فحص الانضباط المكلفة من قبل الحكومة الصينية في مايو 2018 م بسبب عدم إشرافهم على ترميم المسجد.

## الهدم المقترح
صرح المسؤولون في نينغشيا في 3 أغسطس 2018 أنه سيتم هدم المسجد بالقوة يوم الجمعة وهذه المرة قالوا بأن المسجد لم يصرح له بالبناء من الأساس.   
ذكرت وثيقة للحزب الشيوعي الصيني المحلي أن المسجد توسع بشكل غير قانوني منذ عام 2016 ، لذلك يجب هدمه.  وكذلك، لأنه مبني على طراز عربي وبه العديد من القباب والمآذن .    نبه سكان ويجو المسلمين بعضهم البعض من خلال وسائل التواصل الاجتماعي ، وأخيراً أوقفوا تدمير المساجد بواسطة المظاهرات العامة.

### المظاهرات
تجمع عدد كبير من المسلمين الخوي في حدث نادر وانتشرت مقاطع لهم عبر وسائل التواصل الاجتماعي
وفقًا لصحيفة ساوث تشاينا مورنينج بوست التي تتخذ من هونغ كونغ مقراً لها، فإن السؤال الرئيسي للمتظاهرين كان: «لماذا لم توقف السلطات بناء المسجد خلال عامين من بنائه، ولم الآن قررت هدمه؟»  
وقال مسؤول من الجمعية الإسلامية المحلية لوكالة رويترز للأنباء إن المسجد لن يتم هدمه بالكامل وأنهم فقط يجرون بعض التغييرات على هيكل المبنى، مثل إزالة ثمانية قبب.   ذكرت وكالة أسوشيتيد برس للأنباء أن الجالية المسلمة والمتظاهرين لن يقبلوا هذا الاقتراح. تشير الوثائق إلى أن المحتجين من مسلمي هوي كانوا يقفون في موقع مسجد ويجو. وحملوا الأعلام الوطنية الصينية والعديد من الشعارات التي تعبر عن دعمها للحزب الشيوعي والوحدة العرقية. وقف العديد من المتظاهرين خارج مكاتب الحكومة المحلية عندما كانوا يلوحون بنفس اللافتات أيضًا.

### التفاعل الإعلامي من وسائل الإعلام الأجنبية
ذكر ستيفن ماكدونيل، مراسل بي بي سي في الصين: على مدى قرون، تم بناء مساجد هوي الإسلامية بأسلوب صيني أكثر، لكن الحكومة المحلية اعتبرت المسجد في مدينة ويجو مثالا على فن العمارة العربية المتنامية بين المسلمين الصينيين.  
وفقا لوكالة الأنباء ABC ذكرت، العديد من مستخدمي ويبو في الصين، كانوا متفقين على هدم المسجد. 
ذكر ليو شياو مينغ، سفير الصين لدى المملكة المتحدة ، حول الوضع الديني في الصين لوكالة فاينانشال تايمز : «هناك 24,400 مسجد في منطقة شينجيانغ الويغورية ذاتية الحكم (XUAR) ، والأنشطة الدينية العادية محمية بموجب القانون». 
طلبت مجموعة من المشرعين الأمريكيين علانية من حكومة الولايات المتحدة فرض المزيد من العقوبات على الصين، خاصة ضد المسؤولين والسياسيين الصينيين الرئيسيين الذين كان لهم دور في هدم المساجد. 